# Captain America: Brave New World
Captain America: Brave New World er en amerikansk film fra 2025 af Julius Onah.

## Medvirkende
- Anthony Mackie som Sam Wilson
- Carl Lumbly som Isaiah Bradley
- Tim Blake Nelson som Samuel Sterns
- Shira Haas som Sabra
- Harrison Ford som Thaddeus Ross
- Liv Tyler som Betty Ross